# Love Explosion
Albums de Tina Turner
Rough
(1978) Private Dancer
(1984)
Singles
1. Love Explosion
Sortie : novembre 1979
2. Back Stabbers[2]
Sortie : novembre 1979
3. Music Keeps Me Dancin'
Sortie : novembre 1979

Love Explosion est le quatrième album studio de Tina Turner. Il est paru en mars 1979 sur les labels United Artists Records aux États-Unis et EMI au Royaume-Uni.

## Historique
Love Explosion a été enregistré en Europe et produit par l'un des principaux personnages du disco français de l'époque, Alec R. Costandinos, qui avait travaillé avec des groupes comme Love and Kisses (en) et Marc Cerrone.
L'album et ses trois singles Music Keeps Me Dancin', Love Explosion (tous deux très orientés disco) ainsi que Back Stabbers, une reprise du classique soul de 1972 de The O'Jays ont eu peu de succès dans les charts américains et européens. À la suite de ce énième insuccès, United Artists Records et EMI ont cessé leur collaboration avec Tina Turner.
Outre les trois titres précités, l'album comprend également deux ballades mélancoliques, I See Home et Just A Little Lovin', titre enregistré à l'origine par Dusty Springfield et paru sur son album de 1969 Dusty in Memphis.
Love Explosion, tout comme l'album précédent Rough, a été réédité sur CD par EMI au début des années 1990.

## Liste des titres
| No | Titre                      | Auteur                                                     | Durée |
| -- | -------------------------- | ---------------------------------------------------------- | ----- |
| 1. | Love Explosion             | Lenny Macaluso, Pat Summerson                              | 5:55  |
| 2. | Fool for Your Love         | Leo Sayer, Michael Omartian (en)                           | 3:24  |
| 3. | Sunset on Sunset           | Billy Livsey (en), David Courtney (en), Richard Niles (en) | 3:35  |
| 4. | Music Keeps Me Dancin'     | Lenny Macaluso, Pat Summerson                              | 3:49  |
| 5. | I See Home                 | Allee Willis, David Lasley (en)                            | 5:19  |
| 6. | Backstabbers               | Leon Huff, Gene McFadden (en), John Whitehead (en)         | 3:34  |
| 7. | Just a Little Lovin'       | Barry Mann, Cynthia Weil                                   | 3:12  |
| 8. | You Got What I'm Gonna Get | Chris Bennett (en), Molly Ann Leikin                       | 3:08  |
| 9. | On the Radio               | Victor Carstarphen                                         | 3:49  |

Crédits:

## Personnel
- Tina Turner - chant
- Jean-Claude Chavanat - guitare
- Tony Bonfils - basse
- Bernard Arcadio - claviers
- André Ceccarelli - batterie
- Emmanuel "Manu" Roche - percussions
- George Young, Lawrence Feldman, Michael Brecker - saxophone ténor
- Lew Delgatto - saxophone baryton
- Barry Rogers, David Taylor, Tom Malone, Wayne Andre - trombone
- Alan Rubin, Randy Brecker - trompette
- George Marge - hautbois
- Arthur Simms, Stephanie de Sykes, Stevie Lange, Vicki Brown - chœurs
- The Pat Halling String Ensemble - violons
- Georges Rodi - synthétiseur, programmation

### Production
- Producteur Alec R. Costandinos
- Mike Ross-Trevor, Scott Litt, Geoff Calver, Peter R. Kelsey - ingénieurs
- Arrangements Raymond T. Knehnestky
- Remixé aux Studios Trident, Londres par Peter R. Kelsey
- "Love Explosion" et "Sunset on Sunset" enregistrés aux Studios Trident de Londres
- "On the Radio" remixé aux Studios Red Bus de Londres
- Design: RIA Images
- Photographies: Claude Mougin